# Revolver (album)
Revolver este al șaptelea album al trupei engleze de muzică rock The Beatles, lansat la 5 august 1966. Multe din piesele de pe acest material discografic sunt marcate de un sound rock de chitară electrică, aflat în contrast cu influențele folk-rock de pe precedentul album Rubber Soul. Albumul a atins primul loc atât în UK Chart cât și în US Chart și a ocupat această poziție pentru șapte, respectiv șase săptămâni.
Clasat pe locul 3 în lista celor mai bune 500 de albume ale tuturor timpurilor stabilită de revista Rolling Stone, albumul este considerat adesea ca fiind unul dintre cele mai mari realizări din istoria muzicii rock și totodată unul dintre cele mai bune albume de studio ale beatleșilor.

## Muzica
Materialul a fost lansat înaintea ultimului turneu al formației din august 1966, însă grupul nu a cântat melodii de pe album în concerte. Motivul a fost că unele cântece de pe disc, precum „Tomorrow Never Knows” sau „Love you to” erau prea complexe pentru a putea fi cântate cu echipamentul disponibil la acea vreme. Revolver a avut la timpul lansării sound-ul cel mai divers de până atunci al formației Beatles. În materie de sound, piesa „Tomorrow Never Knows” îi situează pe Beatles în avangarda mișcării psihedelice.
Dintre membrii Beatles, pe „Eleanor Rigby” apare doar Paul McCartney, acompaniat de o orchestră de cameră. Pe „Love you to” apare doar George Harrison, acompaniat de instrumentiști indieni la instrumente tradiționale indiene. „Taxman” reprezintă una dintre puținele colaborări Harrison-Lennon, deși nu este creditat drept compozitor decât Harrison. În mod surprinzător, soloul de chitară este cântat de basistul Paul McCartney, în timp ce Harrison, care era chitaristul solo, acoperă chitara ritmică și soloul vocal. Sound-ul este complementat de instrumente variate, precum clavecinul („For no one”), instrumente de suflat („Got to get you into my life”), efecte audio („Yellow Submarine”) și procedee de înregistrare (vocea lui Lennon pe „Tomorrow Never Knows” este înregistrată cu un microfon Leslie, înregistrare inversată pe „Rain”).
Albumul cuprinde și referințe la droguri, în cântecele „Doctor Robert” și „Got to get you into my life”. Versurile piesei „She said shes said” redau aproape cuvânt cu cuvânt o discuție purtată în timp ce erau drogați de Lennon și actorul Peter Fonda. Compozițional, Revolver marchează declinul lui Lennon și ascensiunea lui Harrison, care, în mod excepțional pentru un album single, și-a impus trei cântece pe disc. „Yellow Submarine” reprezintă de asemenea una din ultimele colaborări autentice dintre Lennon și McCartney. Deși toate cântecele de pe albumele următoare au fost atribuite duoului "Lennon/McCartney" (excepție făcând cântecele lui Harrison și Starkey și un instrumental atribuit întregii formații), majoritatea sunt ori compoziții ale lui John Lennon, ori ale lui Paul McCartney.

## Single
Turneul a fost susținut cu „Paperback Writer” ca singurul lor cântec nou din 1966, care nu se afla pe album. Acest fapt se datorează concepției formației și a producătorului George Martin că nu este echitabil ca fanii să cumpere de două ori același material, de aceea până în 1969 discurile single care promovau un album de studio conțineau totdeauna cântece înregistrate în aceleași sesiuni, dar care nu erau incluse și pe album. Pe spatele single-ului „Paperback Writer” a fost inclus cântecul lui Lennon „Rain”. Acest single este semnificativ și pentru că are unul dintre primele videoclipuri filmate special în scop de promovare.

## Coperta
Coperta albumului a fost creată de Klaus Voormann, un vechi prieten al formației, din perioada petrecută în Hamburg, la Star Club. Artistul german, care avea mai târziu să colaboreze și ca basist pe primele albume solo ale lui George Harrison și John Lennon, s-a inclus și pe sine în colajul alb-negru, deasupra capului lui George Harrison. Coperta, parte desen și parte colaj, este foarte influentă, fiind pastișată și parodiată de-a lungul timpului de alte formații.

## Lista cântecelor
1. „Taxman” (George Harrison) (2:39)
2. „Eleanor Rigby” (2:08)
3. „I'm Only Sleeping” (3:02)
4. „Love You To” (George Harrison) (3:01)
5. „Here, There and Everywhere” (2:26)
6. „Yellow Submarine” (2:40)
7. „She Said She Said” (2:37)
8. „Good Day Sunshine” (2:10)
9. „And Your Bird Can Sing” (2:02)
10. „For No One” (2:01)
11. „Doctor Robert” (2:15)
12. „I Want to Tell You” (George Harrison) (2:30)
13. „Got to Get You into My Life” (2:31)
14. „Tomorrow Never Knows” (2:57)

- Toate cântecele au fost scrise și compuse de Lennon/McCartney cu excepția celor notate altfel.

## Discuri single
- „Yellow Submarine”/„Eleanor Rigby” (1966)

## Componență
- John Lennon — chitară solo, ritmică și acustică; voce principală și de fundal; pian, orgă Hammond; efecte sonore, tamburină.
- Paul McCartney — voce principală și de fundal; chitară solo, acustică și bas; pian; efecte sonore.
- George Harrison — chitară solo, ritmică și acustică; voce principală și de fundal; efecte sonore; tamburină.
- Ringo Starr — tobe, tamburină; voce principală și de fundal.